# Kimya Dawson
Kimya Dawson (ur. 17 listopada 1972) – amerykańska piosenkarka i autorka tekstów. Bardziej znana z zespołu The Moldy Peaches, który tworzyła razem z Adamem Greenem. Jej imię w języku suahili oznacza ciszę.

## Kariera
Kimya najczęściej kojarzona jest z duetem The Moldy Peaches. Zespół zawiesił chwilowo swą działalność w roku 2004. W tym czasie Dawson dużo koncertowała w Ameryce Północnej i Europie. W roku 2008 nagrała płytę „Alphabutt” z piosenkami dla dzieci.

### Muzyka filmowa
Dawson oprócz duetu z Adamem Greenem kojarzona jest także z piosenkami z filmów. W roku 2006 nagrała piosenki do filmów „The Guatemalan Handshake” i „Glue”. W 2008 roku jej utwór „Anthrax” pojawił się w filmie dokumentalnym „Body of War”. Singiel „Anyone Else but You” nagrany wraz z Adamem Greenem pojawił się w filmie dokumentalnym o zawodnikach drużyny rugby „Murderball” (później linia melodyczna z tej piosenki została użyta w reklamie Atlantis.com) oraz w filmie fabularnym „Juno”, z piosenek, do którego zespół The Moldy Peaches jest najczęściej kojarzony. W filmie „Juno” znalazły się także piosenki, które artystka nagrała ze swoim drugim zespołem Antsy Pants. Płyty z piosenkami z tego filmu świetnie się sprzedawały. W kwietniu na rynek weszła płyta „Juno B-Sides : Piosenki prawie przyjęte”.
W 2009 roku dwie piosenki Dawson pojawiły się w filmie „Niezasłane łóżka”.

### Inne współprace
Oprócz The Moldy Peaches artystka współpracowała także z multiinstrumentalistką Ben Kweller, rockowym zespołem They Might Be Giants, holenderskim zespołem John Wayne Shot Me oraz z projektem muzycznym Your Heart Break.
Dawson znana jest także ze współpracy z pianistką i piosenkarką Reginą Spektor oraz przedstawicielem anty folku Jeffreyem Lewisem. bardzo często nagrywała także z Aeosop Rock. Obecnie pracuje z nimi nad nowym albumem, który ukaże się w 2012 roku.

## Życie prywatne
Mieszkała w Nowym Jorku. W grudniu 2005 przeniosła się wraz z rodziną do Seattle, a w 2006 przeprowadziła się do Olympii w stanie Waszyngton. Jej mężem jest muzyk Spencer, z którym ma córkę Panda Delilah.

## Dyskografia
The Moldy Peaches
- The Moldy Peaches – 11 września 2001 przez Rough Trade Records
- County Fair/Rainbows – singiel wydany w 2002 roku
- Moldy Peaches 2000: Unreleased Cutz and Live Jamz 1994-2002 – 18 marca 2003 przez Rough Trade Records i Jess Turpin

Albumy solowe
- I'm Sorry That Sometimes I'm Mean – 5 listopada 2002 Rough Trade Records
- Knock Knock Who? – 3 sierpnia 2004 Important Records
- My Cute Fiend Sweet Princess – 3 sierpnia 2004 Important Records
- Hidden Vagenda – 5 października 2004 K Records
- Remember That I Love You – 9 maja 2006 K Records
- Alphabutt – wrzesień 2008 K Records
- Thunder Thighs – pojawi się w październiku 2011

Antsy Pants
- Antsy Pants – 2006 Plan It X Records

The Budles
- The Bundles –2009 K Records

Inne
- Third Eye Blind's 2009 album: Ursa Major [Bonus Track Version] – „Why Can't You Be „{Bonus Track]”
- „Third Eye Blind's 2003 album: „Out of the Vein” – „Self Righteous"
- Antifolk Vol. 1 – „I'm Fine"
- Anticomp Folkilation – „Will You Be Me” (Live)
- Afro-Punk Compilation Record Vol. 1 – „Loose Lips"
- AFNY Collaborations. Volume 1 – Kimya Dawson i Jeff Lewis
- Titanium Heart and Chains of Love – Kimya Dawson i Matt Rouse EP (collaboration) Unicorn Sounds
- A.K.A.- smooth jams e.p. z Adam Green i Akida Junglefoot Dawson
- The Art Star Sounds Compilation Luty 2005 – „Velvet Rabbit” (Live)
- No Parachute. Vol. 1. A compilation of indie music videos. (DVD) – „Lullaby For The Taken” (film w reżyserii Teda Passona). 2005, Happy Happy Birthday To Me Records.
- Robot Boy DVD. Zbiór krótkich filmów Teda Passona. – „Lullaby For The Taken”. 2005, K Records/Secretly Canadian.
- I Killed the Monster: 21 Artists Performings the Songs of Daniel Johnston – „Follow That Dream” 2006, Second Shimmy
- Juno Soundtrack – Rhino Records 2008
- The Terrordactyls song „Devices” featuring guest vocals Kimya Dawson
- Body of War: Piosenka inspirowana wojna w Iraku i weteranami wojennymi – „Anthrax”. Sire Records Marzec 18, 2008